# Атлетика на Летњим параолимпијским играма 2016 — 100 метара за жене T46-Т47
Трка на 100 метара у класама 46 и 47 за жене, била је једна од 29 дисциплина атлетског програма на Летњим параолимпијским играма 2016. у Рио де Жанеиру, Бразил. Такмичење је одржано 10. и 11. септембра на Олимпијском стадиону Жоао Авеланж.

## Земље учеснице
Учествовало је 13 такмичарки из 10 земаља.
1. Аргентина (1)
2. Бразил (2)
3. Грчка (1)
4. Јапан (1)
5. Куба (1)
6. Нови Зеланд (1)
7. Пољска (2)
8. САД (2)
9. Уједињено Краљевство (1)
10. Француска (1)

## Рекорди пре почетка такмичења
(стање 8. септембра 2016)
| Рекорди пре почетка Параолимпијских игара 2016. | Рекорди пре почетка Параолимпијских игара 2016. | Рекорди пре почетка Параолимпијских игара 2016. | Рекорди пре почетка Параолимпијских игара 2016. | Рекорди пре почетка Параолимпијских игара 2016. | Рекорди пре почетка Параолимпијских игара 2016. |
| ----------------------------------------------- | ----------------------------------------------- | ----------------------------------------------- | ----------------------------------------------- | ----------------------------------------------- | ----------------------------------------------- |
| Светски рекорд                                  | 11,95                                           | Јунидис Кастиљо                                 | Куба                                            | Лондон, Уједињено Краљевство                    | 4. септембар 2012.                              |
| Параолимпијски рекорд                           | 11,95                                           | Јунидис Кастиљо                                 | Куба                                            | Лондон, Уједињено Краљевство                    | 4. септембар 2012.                              |

## Сатница
| Датум               | Време | Ниво               |
| ------------------- | ----- | ------------------ |
| 10. септембар 2016. | 19:36 | Квалификације (Г1) |
| 10. септембар 2016. | 19:43 | Квалификације (Г2) |
| 11. септембар 2016. | 18:56 | Финале             |

Сва времена су по локалном времену (UTC+3)

## Освајачи медаља
|                 |                          |                                          |
| Деја Јанг · САД | Алицја Фјодоров · Пољска | Тересиња де Жесус Кореја Сантос · Бразил |

## Резултати

#### Квалификације
Квалификације су одржане 10.9.2016. годину у 19:36 и 19:43. Такмичарке су биле подељене у две групе. У финале су се пласирале прве три такмичарке из сваке групе и 2 на основу резултата.,,
| Пласман | Група | Атлетичарка                         | Земља                | Класа | ЛР    | ЛРС   | Резултат | Белешка    |
| ------- | ----- | ----------------------------------- | -------------------- | ----- | ----- | ----- | -------- | ---------- |
| 1.      | 2     | Деја Јанг                           | САД                  | Т46   | 11,93 | 11,93 | 12,12    | КВ         |
| 2.      | 2     | Јунидис Кастиљо                     | Куба                 | Т46   | 11,95 |       | 12,13    | КВ, ЛРС    |
| 3.      | 1     | Алицја Фјодоров                     | Пољска               | Т47   | 12,54 | 12,54 | 12,43    | КВ, РР, ЛР |
| 4.      | 2     | Тересиња де Жесус Кореиа дос Сантос | Бразил               | Т46   | 12,76 | 12,79 | 12,86    | КВ         |
| 5.      | 2     | Ана Грималди                        | Нови Зеланд          | Т47   | 13,16 | 13,16 | 12,88    | кв, ЛР     |
| 6.      | 1     | Поли Матон                          | Уједињено Краљевство | Т46   | 12,77 | 12,77 | 12,98    | КВ         |
| 7.      | 1     | Шејла Финдер                        | Бразил               | Т47   | 12,97 | 13,01 | 13,09    | КВ         |
| 8.      | 2     | Сае Цуји                            | Јапан                | Т47   | 12,86 | 12,86 | 13,10    | кв         |
| 9.      | 2     | Катажина Пјекарт                    | Пољска               | Т46   | 13,04 | 13,20 | 13,36    |            |
| 10.     | 1     | Ејми Вот                            | САД                  | Т47   | 13,09 | 13,58 | 13,66    |            |
| 11.     | 1     | Стилиани Смарагди                   | Грчка                | Т47   | 13,37 | 13,37 | 13,70    |            |
| 12.     | 2     | Алдана Изабел Ибанез                | Аргентина            | Т47   | 14,21 | 14,21 | 13,99    | ЛР         |
|         | 1     | Анђелина Ланза                      | Француска            | Т46   | 13,01 | 13,01 | НС       |            |

### Финале
Финале је одржано 11.9.2016. годину у 18:56,,
| Пласман | Атлетичарка                         | Земља                | Класа | Резултат | Белешка |
| ------- | ----------------------------------- | -------------------- | ----- | -------- | ------- |
|         | Деја Јанг                           | САД                  | Т46   | 12,15    |         |
|         | Алицја Фјодоров                     | Пољска               | Т47   | 12,46    |         |
|         | Тересиња де Хесус Кореја дос Сантос | Кина                 | Т46   | 12,84    |         |
| 4.      | Ана Грималди                        | Нови Зеланд          | Т47   | 12,96    |         |
| 5.      | Поли Матон                          | Уједињено Краљевство | Т46   | 13,09    |         |
| 6.      | Шејла Финдер                        | Бразил               | Т47   | 13,27    |         |
| 7.      | Сае Цуји                            | Јапан                | Т47   | 13,30    |         |
| 8.      | Јунидис Кастиљо                     | Куба                 | Т46   | 1:06,16  |         |